# Campylotropis macrocarpa
Campylotropis macrocarpa är en ärtväxtart som först beskrevs av Aleksandr Andrejevitj Bunge, och fick sitt nu gällande namn av Alfred Rehder. Campylotropis macrocarpa ingår i släktet Campylotropis och familjen ärtväxter.

## Underarter
Arten delas in i följande underarter:
- C. m. giraldii
- C. m. macrocarpa

## Bildgalleri

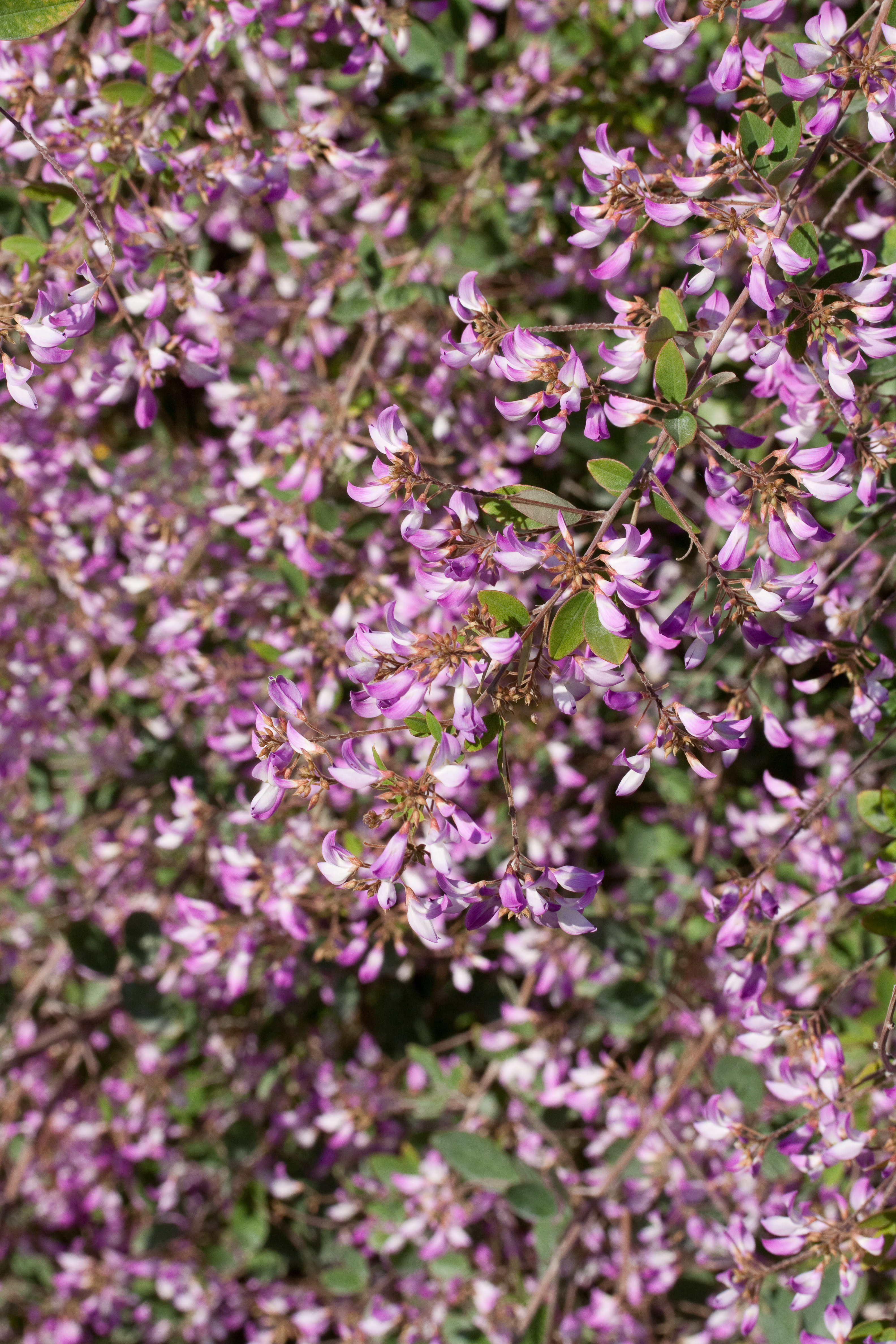
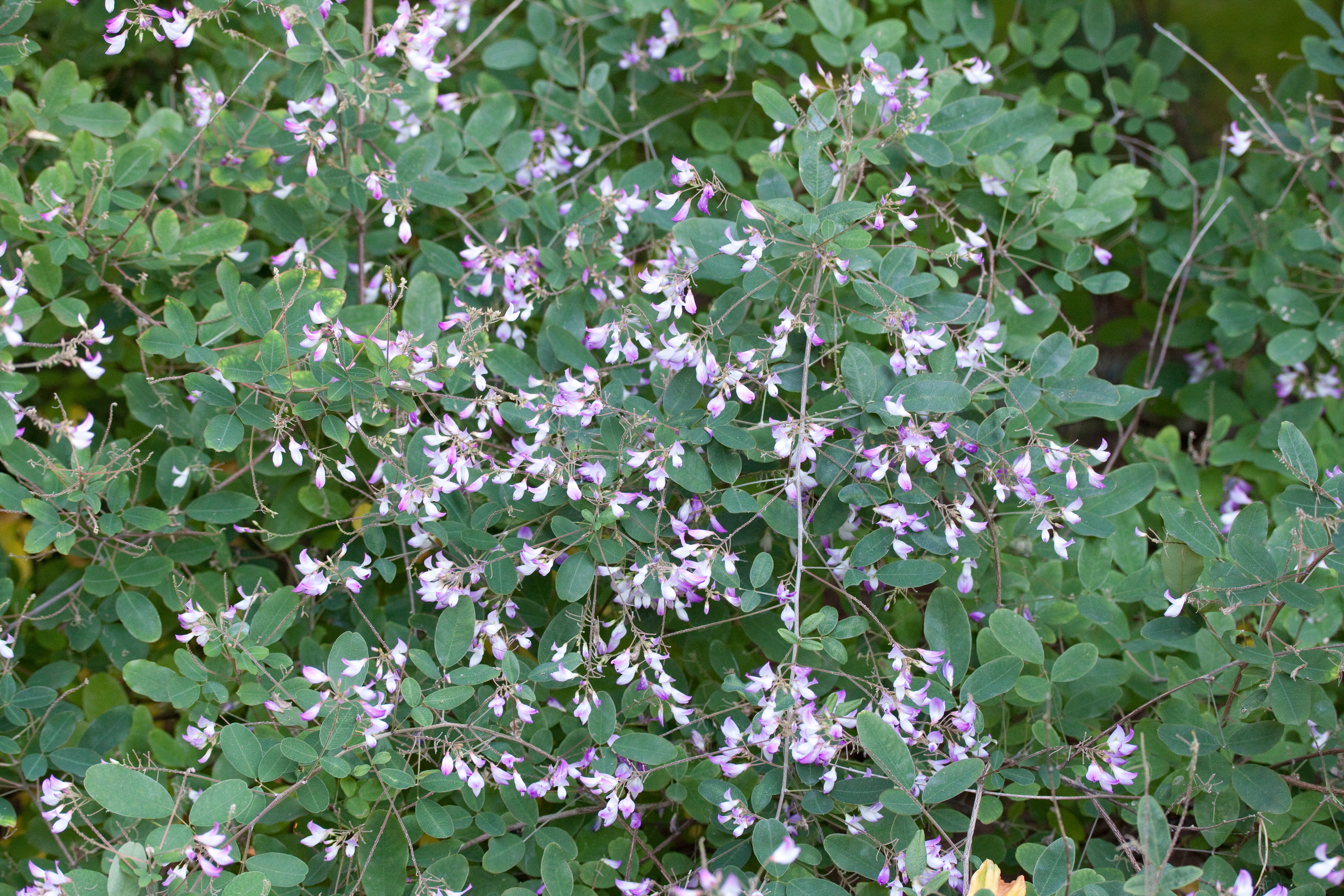
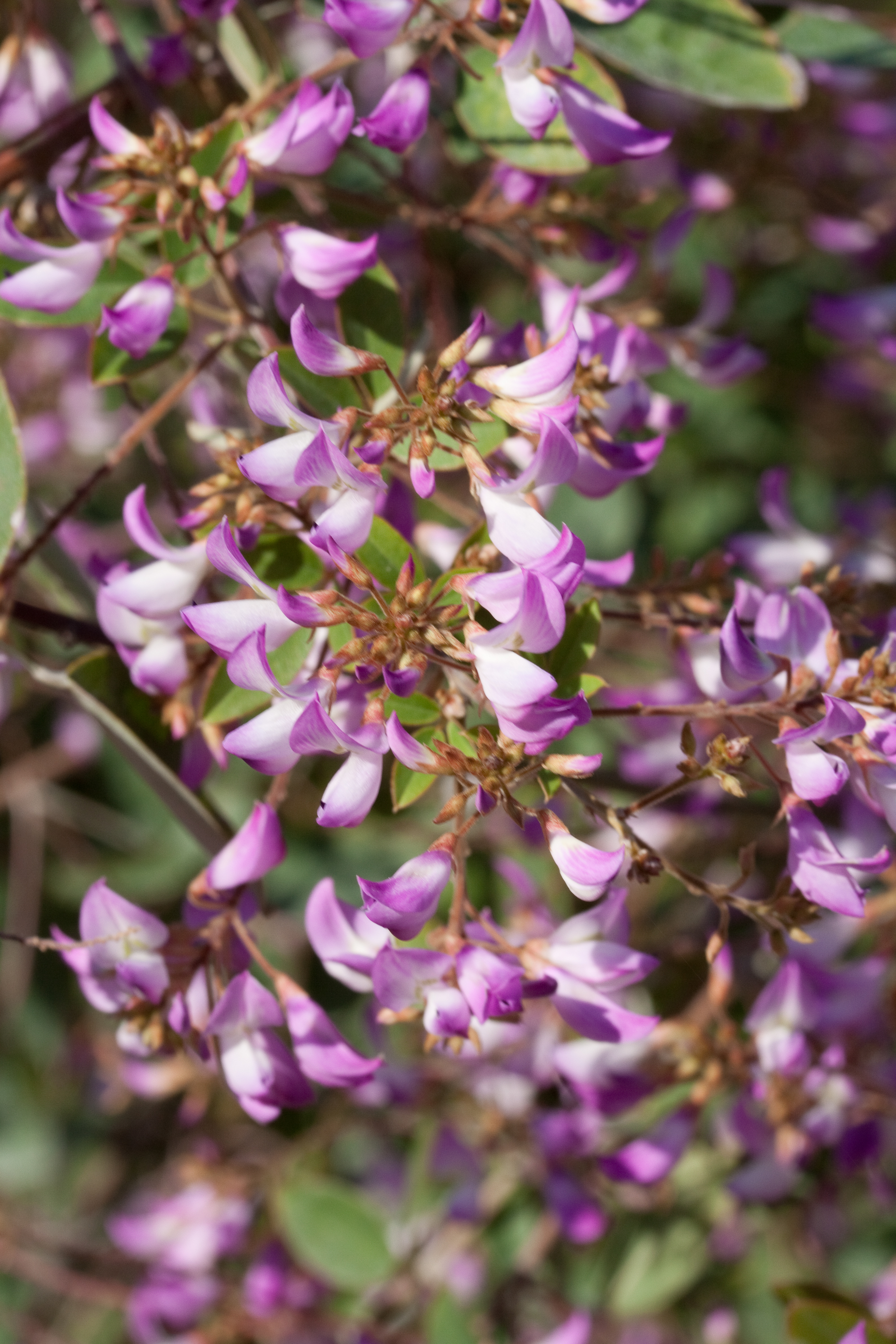
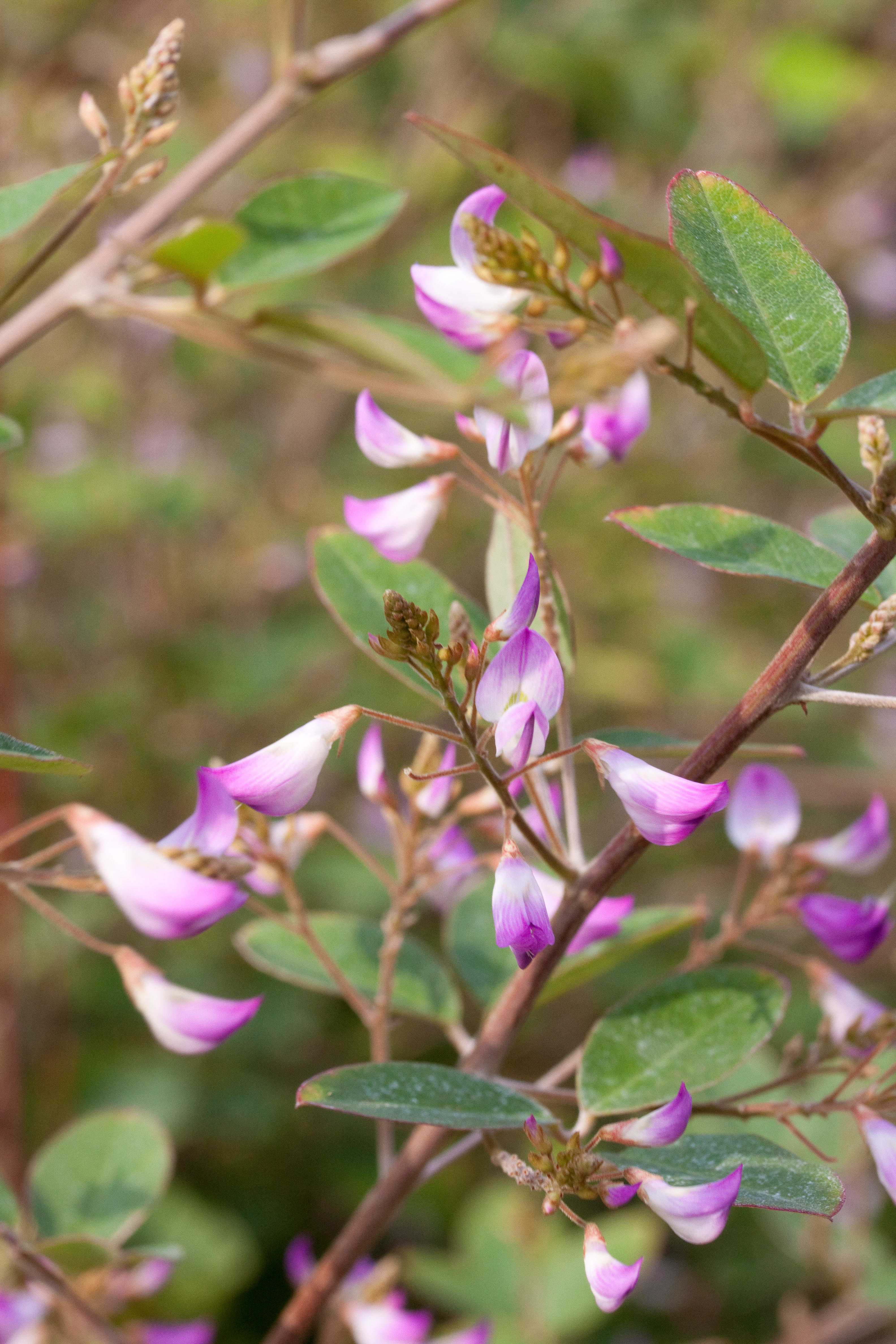